# Karl Emil von Brandenburg

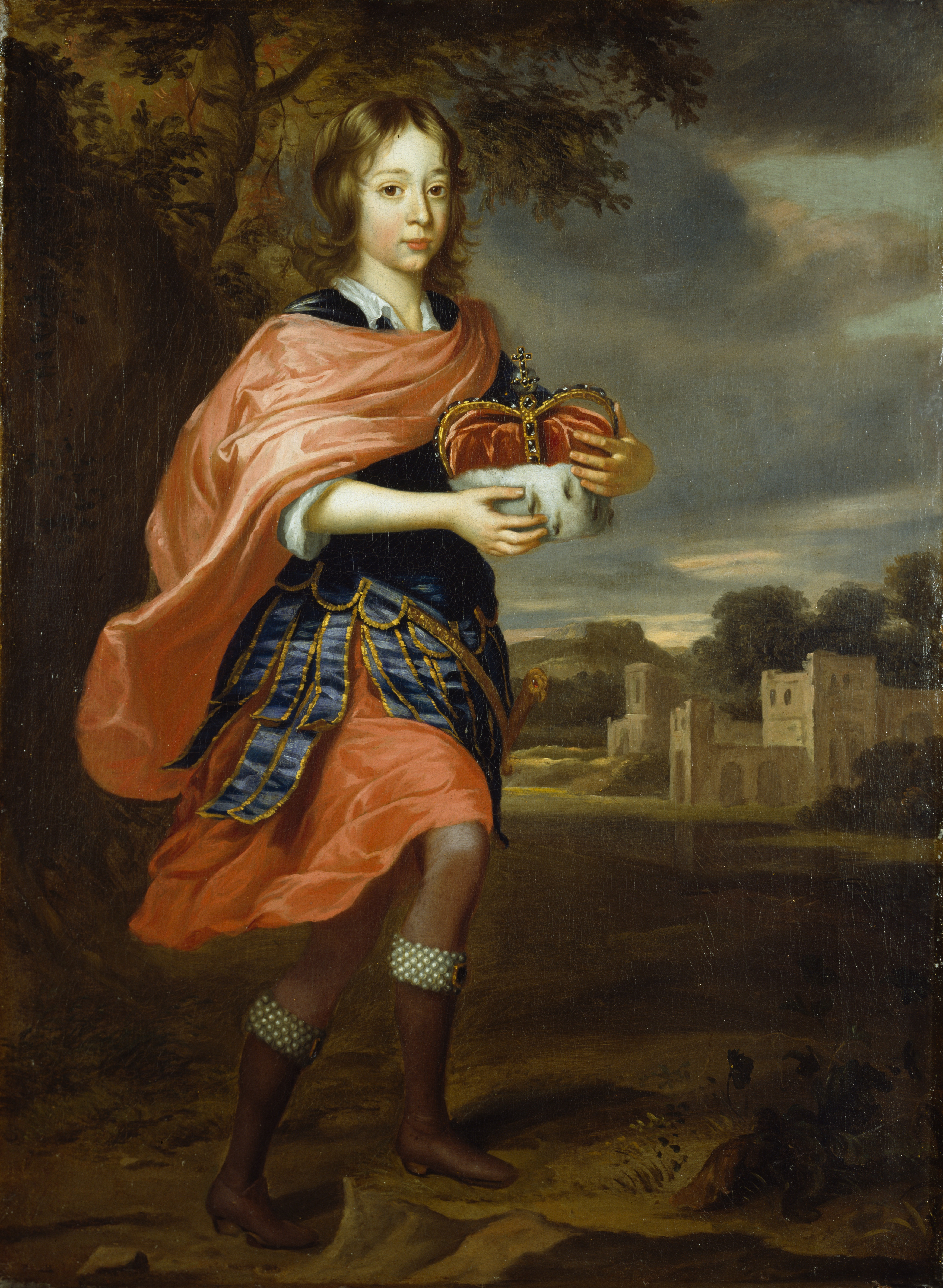
Karl Emil von Brandenburg

Karl Emil Kurprinz von Brandenburg (* 16. Februar 1655 in Berlin; † 7. Dezember 1674 in Straßburg) war der zweite Sohn des Großen Kurfürsten.

## Leben

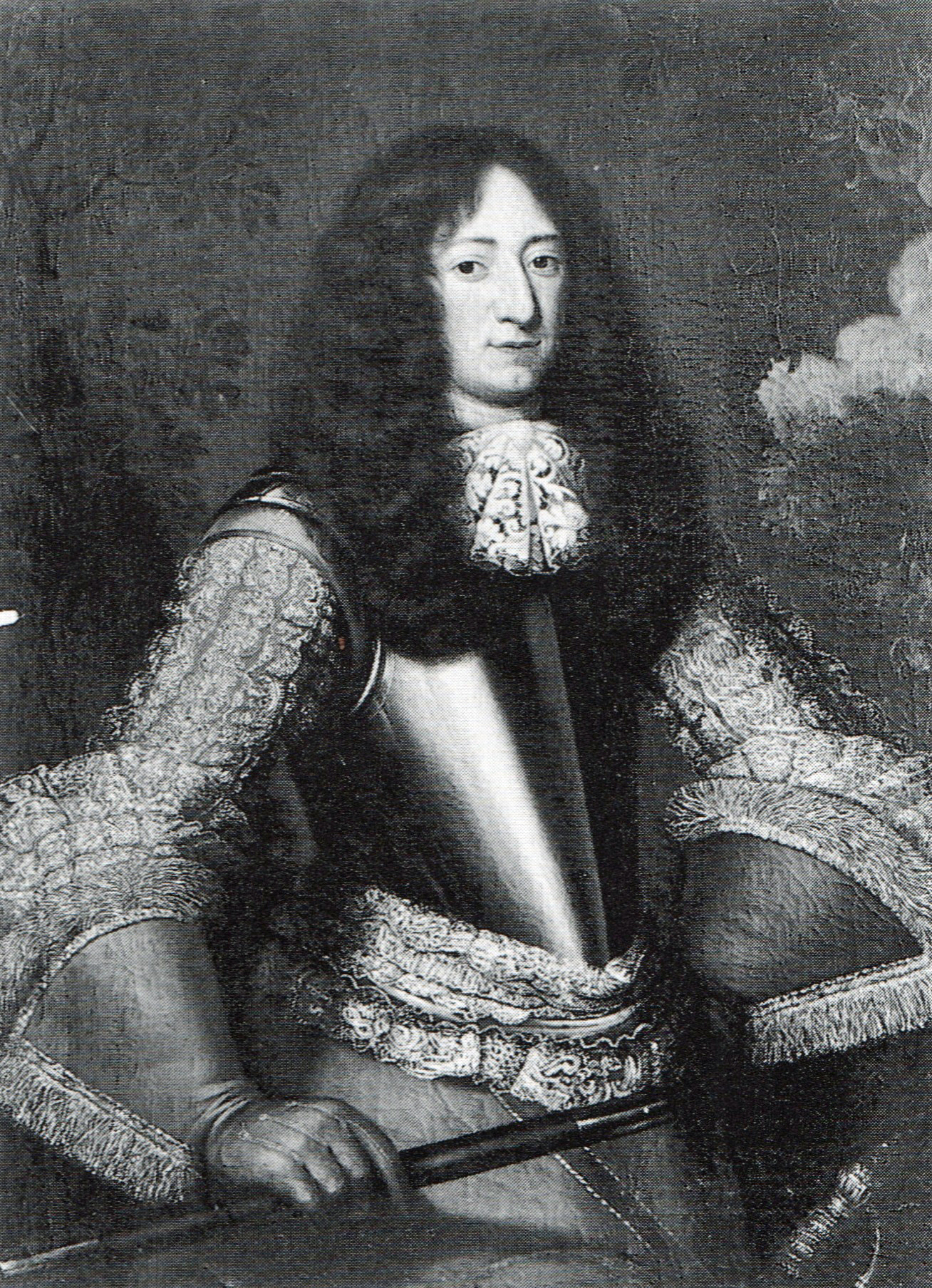
Karl Emil von Brandenburg als Regimentskommandeur

Karl Emil war der zweite Sohn des Großen Kurfürsten Friedrich Wilhelm von Brandenburg und seiner ersten Frau
Luise Henriette von Oranien. Nachdem der erste Sohn Wilhelm Heinrich schon im zweiten Lebensjahr gestorben war und die Kurfürstin anschließend einige unglücklich verlaufende Schwangerschaften hatte ertragen müssen, kam mit Karl Emil schließlich der lang ersehnte Thronfolger zur Welt. Die Patenschaft hatte die Stadt Amsterdam übernommen, und hierzu reisten Bürgermeister Johan Huydecoper van Maarsseveen, sein Sohn Johan und dessen Großcousin Pieter de Graeff nach Berlin, um mit Kurfürst Friedrich Wilhelm über eine Allianz gegen Schweden zu sprechen, die dann zum Vorteil für beide Seiten besiegelt wurde.
Der Kurprinz wurde in jeder Beziehung, nicht nur im Hinblick auf die Thronfolge, ein Geschenk für den Vater, er wuchs nahezu zu seinem Ebenbild heran. Das galt nicht nur für das Äußere, Karl Emil war kräftig und gut gewachsen, sondern noch mehr für den temperamentvollen, schnell aufbrausenden Charakter und die ausgeprägte Neigung, sich männlich auszuleben: das Militärische und die Jagd standen an erster Stelle. Wirksamstes Mittel der Erzieher zu seiner Bändigung war, dem Prinzen für einige Tage den Degen wegzunehmen.
1670 wurde Karl Emil Chef des Regiments Radziwiłł zu Fuß. Im Jahre 1674 brach die brandenburgische Armee ins Elsass auf, um am Reichskrieg gegen Frankreich teilzunehmen – an ihrer Spitze der Kurfürst Friedrich Wilhelm und der vom Krieg begeisterte junge Kurprinz Karl Emil. Der Feldzug erschöpfte sich in einem zähen Umhermanövrieren, der kaiserliche Oberbefehlshaber Bournonville schien – aus welchen Gründen auch immer – eine kriegerische Auseinandersetzung eher zu scheuen, als sie zu suchen.
Ein nasskalter Herbst kam, in seiner Folge Versorgungsmängel und hygienische Probleme, verschlammtes Wasser erhöhte täglich den Krankenstand der Truppen des Kurfürsten. Ein Kammerherr Dietrich von Buch trug in sein Tagebuch ein, dass der Kurprinz

„sich seines Dienstes mit soviel Fleiß früh und spät annahm, visitirte beständig das Lager, besonders die Kranken, führte die Leute selbst zur Arbeit an den Verschanzungen und that alles mit … viel Eifer und guter Manier.“

Karl Emil erkrankte Ende November und wurde Anfang Dezember nach Straßburg gebracht. Nach sieben Tagen steigenden Fiebers starb er an der Ruhr.

## Vorfahren
| Ahnentafel Karl Emil von Brandenburg            | Ahnentafel Karl Emil von Brandenburg                                                                      | Ahnentafel Karl Emil von Brandenburg                                                                    | Ahnentafel Karl Emil von Brandenburg                                                                         | Ahnentafel Karl Emil von Brandenburg                                                                             | Ahnentafel Karl Emil von Brandenburg                                                                              | Ahnentafel Karl Emil von Brandenburg                                                                              | Ahnentafel Karl Emil von Brandenburg                                                                              | Ahnentafel Karl Emil von Brandenburg                                                                              |
| ----------------------------------------------- | --- | --- | --- | --- | --- | --- | --- | --- |
| Ururgroßeltern                                  | Kurfürst Joachim Friedrich (Brandenburg) (1546–1608) ⚭ 1570 Katharina von Brandenburg-Küstrin (1549–1602) | Herzog Albrecht Friedrich (Preußen) (1553–1618) ⚭ 1573 Marie Eleonore von Jülich-Kleve-Berg (1550–1608) | Pfalzgraf und Kurfürst Ludwig VI. (Pfalz) (1539–1583) ⚭ 1560 Elisabeth von Hessen (1539–1582)                | Statthalter der Niederlande Wilhelm I. (Oranien) (1533–1584) ⚭ 1575 Charlotte de Bourbon-Montpensier (1546–1582) | Graf Wilhelm (Nassau) (1487–1559) ⚭ 1531 Juliana zu Stolberg (1506–1580)                                          | Gaspard II. de Coligny (1519–1572) ⚭ 1547 Charlotte de Laval (1530–1568)                                          | Graf Conrad zu Solms-Braunfels (1540–1592) ⚭ 1559 Elisabeth von Nassau-Dillenburg (1542–1603)                     | Graf Ludwig I. zu Sayn und Wittgenstein (1532–1605) ⚭ 1567 Elisabeth zu Solms-Laubach (1549–1599)                 |
| Urgroßeltern                                    | Kurfürst Johann Sigismund (Brandenburg) (1572–1620) ⚭ 1594 Anna von Preußen (1576–1625)                   | Kurfürst Johann Sigismund (Brandenburg) (1572–1620) ⚭ 1594 Anna von Preußen (1576–1625)                 | Pfalzgraf und Kurfürst Friedrich IV. (Pfalz) (1574–1610) ⚭ 1593 Luise Juliane von Oranien-Nassau (1576–1644) | Pfalzgraf und Kurfürst Friedrich IV. (Pfalz) (1574–1610) ⚭ 1593 Luise Juliane von Oranien-Nassau (1576–1644)     | Statthalter der Niederlande Wilhelm I. (Oranien) (1533–1584) ⚭ 1583 Louise de Coligny (1555–1620)                 | Statthalter der Niederlande Wilhelm I. (Oranien) (1533–1584) ⚭ 1583 Louise de Coligny (1555–1620)                 | Graf Johann Albrecht I. zu Solms-Braunfels (1563–1623) ⚭ 1590 Agnes zu Sayn-Wittgenstein (1568–1617)              | Graf Johann Albrecht I. zu Solms-Braunfels (1563–1623) ⚭ 1590 Agnes zu Sayn-Wittgenstein (1568–1617)              |
| Großeltern                                      | Kurfürst Georg Wilhelm (Brandenburg) (1595–1640) ⚭ 1616 Elisabeth Charlotte von der Pfalz (1597–1660)     | Kurfürst Georg Wilhelm (Brandenburg) (1595–1640) ⚭ 1616 Elisabeth Charlotte von der Pfalz (1597–1660)   | Kurfürst Georg Wilhelm (Brandenburg) (1595–1640) ⚭ 1616 Elisabeth Charlotte von der Pfalz (1597–1660)        | Kurfürst Georg Wilhelm (Brandenburg) (1595–1640) ⚭ 1616 Elisabeth Charlotte von der Pfalz (1597–1660)            | Statthalter der Niederlande Friedrich Heinrich (Oranien) (1584–1647) ⚭ 1625 Amalie zu Solms-Braunfels (1602–1675) | Statthalter der Niederlande Friedrich Heinrich (Oranien) (1584–1647) ⚭ 1625 Amalie zu Solms-Braunfels (1602–1675) | Statthalter der Niederlande Friedrich Heinrich (Oranien) (1584–1647) ⚭ 1625 Amalie zu Solms-Braunfels (1602–1675) | Statthalter der Niederlande Friedrich Heinrich (Oranien) (1584–1647) ⚭ 1625 Amalie zu Solms-Braunfels (1602–1675) |
| Eltern                                          | Kurfürst Friedrich Wilhelm (Brandenburg) (1620–1688) ⚭ 1646 Luise Henriette von Oranien (1627–1667)       | Kurfürst Friedrich Wilhelm (Brandenburg) (1620–1688) ⚭ 1646 Luise Henriette von Oranien (1627–1667)     | Kurfürst Friedrich Wilhelm (Brandenburg) (1620–1688) ⚭ 1646 Luise Henriette von Oranien (1627–1667)          | Kurfürst Friedrich Wilhelm (Brandenburg) (1620–1688) ⚭ 1646 Luise Henriette von Oranien (1627–1667)              | Kurfürst Friedrich Wilhelm (Brandenburg) (1620–1688) ⚭ 1646 Luise Henriette von Oranien (1627–1667)               | Kurfürst Friedrich Wilhelm (Brandenburg) (1620–1688) ⚭ 1646 Luise Henriette von Oranien (1627–1667)               | Kurfürst Friedrich Wilhelm (Brandenburg) (1620–1688) ⚭ 1646 Luise Henriette von Oranien (1627–1667)               | Kurfürst Friedrich Wilhelm (Brandenburg) (1620–1688) ⚭ 1646 Luise Henriette von Oranien (1627–1667)               |
| Karl Emil (1655–1674), Kurprinz von Brandenburg | | | | | | | | |